# Károly Soós

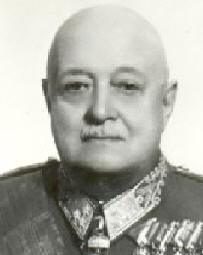
Károly Soós, 1920

Károly Soós von Bádok (* 28. Juli 1869 in Nagyszeben, Königreich Ungarn; † 24. Juni 1953 in Steinfort, Luxemburg) war ein ungarischer General der Infanterie und Verteidigungsminister (1920).

## Leben
Soós nahm am Ersten Weltkrieg teil und kämpfte an der russischen und später an der italienischen Front. Nach Zusammenbruch der Donaumonarchie nahm er in Szeged an der Organisation der Gegenrevolution gegen die Ungarische Räterepublik teil und wurde erster Chef des Generalstabs der Nationalarmee. Nach Ernennung zum Staatssekretär im Dezember 1919 war er von 15. März bis 19. Juli 1920 im Kabinett von Sándor Simonyi-Semadam Verteidigungsminister. Von 1922 bis 1925 war er Mitglied des Honvéd-Oberkommandos und wurde 1927 von Reichsverweser Miklós Horthy zum lebenslangen Mitglied des Oberhauses (felsőház) ernannt.